# Руба
Ру́ба (біл. Руба) — селище міського типу в Вітебській області Білорусі, підпорядковане Вітебській міськраді.
Населення селища становить 8,1 тис. осіб (2006).
| Білорусь | Це незавершена стаття з географії Білорусі. Ви можете допомогти проєкту, виправивши або дописавши її. |